# MEGBABY
MEGBABY（メグベイビー、1982年11月3日 - ）は、日本のインスタグラマー、実業家。新潟県長岡市出身。

## 略歴

### 『egg』の読者モデル "まさめぐ"
高校生の時に渋谷109の前で雑誌『egg』の編集者に声を掛けられ、まさめぐの愛称で同誌の読者モデルとして活動した。

### インスタグラマー "MEGBABY"
昼も夜もアルバイトをして、韓国に留学した。
2011年に韓国で買い付けた服を日本で販売するECサイトを立ち上げた。2012年に韓国の友人に互いの近況を知るためにと提案され、MEGBABYの名でインスタグラムを始める。2013年にECサイトは閉鎖となったが、インスタグラムに自身の写真を投稿するとフォロワーが増えていき、インスタグラムで話題の人としてメディアに取り上げられるようになった。2015年9月11日放送の日本テレビ系『アナザースカイ』でも韓国を訪れ、インスタグラムを始めるきっかけとなった友人も出演した。
2019年9月24日に韓国で買い付けたスキンケア商品などを販売するECサイト「MEGOOD BEAUTY」を立ち上げた。2020年からオリジナルブランドの販売も開始した。

## 人物

### 私生活
2020年10月28日、第1子男児を同年9月末に出産していたと発表。第1子の父親である三代目J SOUL BROTHERSのELLYとの交際期間は8年になり、既に同居しているというが、2人の意向により婚姻届は提出しないことを明らかにした。また、YouTubeではベビーシャワーの様子など2人のプライベート映像で構成された約8分の動画を公開した。
2021年3月22日発売の雑誌『VOCE』5月号で自身の仕事について語ったほか、私生活にも言及。結婚ではなく事実婚を選択した理由について、「結婚した男女って世間的に"男性の方が上"というイメージがある気がして。私は常に対等でいたい」と言いつつも、「事実婚は"今"の私たちにとってベストであるだけで、この先ずっと籍を入れないと決めているわけではありません。だから実は、婚姻届はすぐ出せる状態にして私の親に預けてあります。気が変わったら、ある日いきなり出すかもしれませんね（笑）」と語っていた。
2022年7月1日、ELLYとの事実婚関係を同年3月に解消していたと発表。第1子はMEGBABYが引き取り育てている。

## 作品

### シングルCD
- ブリテリ&まさめぐ「Sleeping Butterfly / One」（2001年7月25日）

### 書籍
- MEGBABY SNS STYLE BOOK（2014年11月28日）

### 写真集
- SelfLOVE（2024年6月12日）[13]

## 出演

### ミュージックビデオ
- 安良波明里
  - 「21 ANTHEM」（2015年）
  - 「PARTY TIME」（2015年）
  - 「CRAVE」（2015年）

### CM
- EYEMANIA（2016年）[14]